# Gottfried Heinrich Schmidt
Gottfried Heinrich Schmidt (* 1744 in Dessau; † nach 1796) war ein deutscher Schauspieler und Theaterdirektor.

## Leben

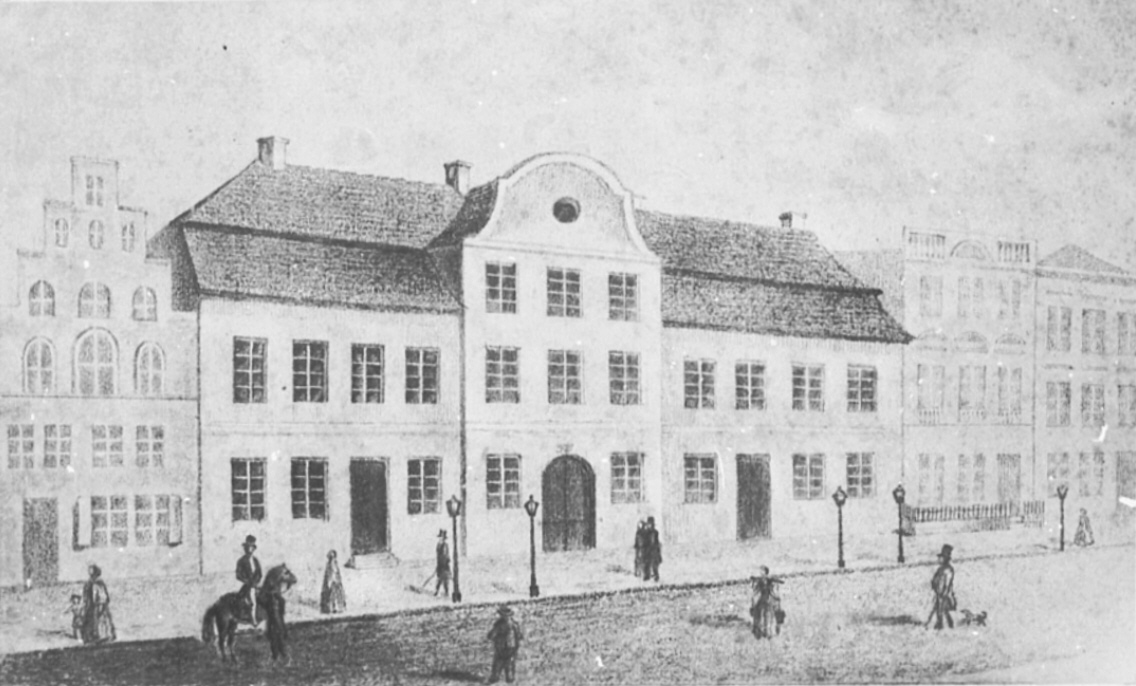
Altes Theater Lübeck (1752–1857) in der Beckergrube, Zeichnung etwa 1850

Schmidt stand zunächst in Berlin „in Diensten“ bei einem Minister, wandte sich jedoch später der Schauspielerei zu und hatte 1771 sein Bühnendebüt. Ab 1772 ging er zur Schuch’schen Gesellschaft unter der Prinzipalherrschaft der verwitweten Johanna Caroline Schuch, deren Truppe aus mehr als 30 Personen bestand und mit einem anerkannt hochwertigen Repertoire hauptsächlich in Königsberg (Preußen) und Danzig auftrat. Es folgten Engagements bei Johann Heinrich Jacob Amberg in Stralsund (1775–1776), bei Peter Christian Reymann in Greifswald und Rostock und nach dessen Scheitern kurzfristig bei Peter Florenz Ilgner in Rostock.
1776 kam Schmidt als Mitdirektor nach Lüneburg zur Gesellschaft von Johann Friedrich Stöffler, gründete im Frühjahr 1779 mit einem Teil dieser Truppe die „Lübsche Gesellschaft deutscher Schauspieler“, mit der er in Rostock (April bis Juni 1780), Wismar (Sommer 1780, September 1781), Lübeck (Hauptort der Truppe), Eutin (Winter 1780/81, Oktober 1781 bis März 1782, dort vermutlich Zusammenarbeit mit Franz Anton von Weber), und Lüneburg (Frühjahr 1781) spielte, Entlassung dieser Truppe zum 1. März 1782 in Eutin.
1782–1784 Direktor einer neuen Gesellschaft unter L. Nuth, die in Altona (1782, August 1783 bis Januar 1784), Eutin (Oktober 1782 bis Januar 1783) und Kiel spielte (Anfang 1784, dort wiederum gescheitert und übergegangen in die Wäsersche Gesellschaft). 1787 spielte Schmidt bei Jean Tilly in Lübeck, 1794 bei Johann Ferdinand Kübler in Bützow, Wismar, Rostock, Doberan, Schwerin.
Zuletzt konnte Gottfried Heinrich Schmidt 1796 als Unterdirektor der zweiten Gesellschaft der Maria Barbara Wäser in Niederschlesien festgestellt werden.
Schmidts Bühnenrollen waren anfangs komische Bedienstete, Liebhaber, Bauern, erste Militärrollen (Sprechtheater, Gesang und auch Tanz). Später trat er bei Tilly sowohl in Sprechrollen als auch mit Gesang auf als Deutsch-Franzose, Alter und Bedienter, bei Kübler war er auch in komischen Rollen erfolgreich.

## Familie
Seit spätestens 1775 war Schmidt verheiratet mit der Schauspielerin Anna Maria Kunigunde Meyer (geb. 1752 oder 1732), welche neben ihrem Ehemann sowohl im Sprechtheater als auch mit Gesang als Erste zärtliche Liebhaberinnen, Königinnen, verkleidete Rollen, Figurinen sowie anderen Nebenrollen auftrat.